# Tolmomyias
Tolmomyias – rodzaj ptaków z podrodziny oliwiaków (Rhynchocyclinae) w rodzinie muchotyranikowatych (Pipromorphidae).

## Zasięg występowania
Rodzaj obejmuje gatunki występujące w południowym Meksyku, Ameryce Centralnej i Południowej.

## Morfologia
Długość ciała 12–13,5 cm; masa ciała 11–16,4 g.

## Systematyka
Rodzaj zdefiniował w 1927 roku austriacki ornitolog Carl Eduard Hellmayr w artykule poświęconym spisowi katalogowemu ptaków obu Ameryk i przyległych wysp ze zbiorów Muzeum Historii Naturalnej w Chicago, opublikowanym w czasopiśmie Field Museum Natural History Publications. Gatunkiem typowym jest (oryginalne oznaczenie) oliwiak jasnogardły (T. sulphurescens).

### Etymologia
Tolmomyias: gr. τολμα tolma, τολμης tolmēs ‘odwaga, śmiałość’; łac. myias ‘muchołówka’, od gr. μυια muia, μυιας muias ‘mucha’; πιαζω piazō ‘chwytać’.

### Podział systematyczny
Do rodzaju należą następujące gatunki:
- Tolmomyias flavotectus (E. Hartert, 1902) – oliwiak siwogłowy
- Tolmomyias poliocephalus (Taczanowski, 1884) – oliwiak Taczanowskiego
- Tolmomyias assimilis (von Pelzeln, 1868) – oliwiak żółtobrzuchy
- Tolmomyias traylori Schulenberg & T.A. Parker, 1997 – oliwiak żółtooki
- Tolmomyias sulphurescens (von Spix, 1825) – oliwiak jasnogardły
- Tolmomyias flaviventris (zu Wied, 1831) – oliwiak żółty
- Tolmomyias viridiceps (P.L. Sclater & Salvin, 1873) – oliwiak peruwiański